# Raffaele Casimiri
Raffaele Casimiri (Gualdo Tadino, 3 novembre 1880 – Roma, 15 aprile 1943) è stato un musicologo, compositore, organista e presbitero italiano.

## Biografia
Dopo la morte del padre, avvenuta nel 1889, Raffaele Casimiri fu affidato alle cure di don Alessio Bucari Battistelli, canonico della cattedrale di Nocera Umbra ed insegnante di lettere nel locale seminario diocesano, che lo ospitò nella sua casa, permettendogli di frequentare le scuole superiori come alunno esterno al seminario.
Iniziò come autodidatta ad apprendere i primi rudimenti musicali, esercitandosi durante le ore di svago su un pianoforte che si trovava all'interno del seminario. Sognando di poter diventare un suo allievo, inviò a Luigi Bottazzo una lettera accompagnata da tre mottetti. La risposta fu positiva e il giovane Casimiri venne invitato dal maestro a Padova per iniziare lo studio di armonia, contrappunto, fuga e composizione.
Aveva poco più di 18 anni quando fondò la Schola cantorum con la quale, il 9 febbraio 1899, in occasione della festa del patrono san Rinaldo, eseguì alcuni brani di musica liturgica da lui composti.
Nel 1900 venne chiamato a Roma ad insegnare Canto Sacro nel Pontificio Seminario Vaticano e fu ospite di mons. Giuseppe Vizzini professore di Teologia al collegio di S. Apollinare. Non appena terminati gli studi ecclesiastici, si iscrisse al Liceo musicale dell'Accademia di Santa Cecilia, dove seguì i corsi di composizione e di organo, diplomandosi nel 1905.

Casimiri fu anche organista e maestro di cappella di varie chiese romane, tra cui la Chiesa Nuova (1887-1903) e S. Luigi dei Francesi.
Tornato nel seminario di Perugia, il 21 giugno 1903 Raffaele Casimiri ricevette l'ordinazione sacerdotale. Fu subito chiamato a insegnare musica a Calvi, Teano e Capua.
Il 22 novembre 1906, ritornato a Perugia fondò la Cappella Laurenziana al servizio della cattedrale di San Lorenzo formata da un centinaio di cantori, facendosi apprezzare come direttore di coro. A partire dal 1º gennaio 1907 diede inizio, con l'approvazione dello stesso papa Pio X, alla pubblicazione di Psalterium: rivista ceciliana mensile per la cultura delle scholae cantorum, di cui fu direttore. 

Qualche mese dopo, su ordine del papa Pio X, Casimiri fu inviato a Vercelli, la diocesi di Sant'Eusebio, dove organizzò una grande schola cantorum, la Cappella Eusebiana, formata da 120 elementi.
Per desiderio dello stesso pontefice, nonostante la forte opposizione del cardinale Gaetano De Lai, fu chiamato a Roma nel novembre 1911, al servizio della basilica di San Giovanni in Laterano, dove il Capitolo lo nominò per acclamazione maestro di cappella della Cappella musicale Pia Lateranense.
A Roma, dal 1912, insegnò canto gregoriano al Pontificio Seminario Romano Maggiore e alla Scuola Superiore di Musica Sacra (più tardi Pontificio Istituto di Musica Sacra), dove dal 1927 fu anche docente di paleografia musicale e polifonia sacra.
Alla guida della Società Polifonica Romana, fondata a Roma nel 1918, svolse numerose tournée negli USA, in Canada, in tutta Europa e in America Latina, arrivando ad essere ricevuto alla Casa Bianca dal Presidente degli Stati Uniti.
L'ultima apparizione pubblica della Società Polifonica Romana avvenne a Roma nel marzo del 1940 in occasione del ventesimo anniversario della sua fondazione.
Proprio nel 1940, Raffaele Casimiri, apprezzatissimo direttore della Cappella musicale Pia Lateranense, volle come suo successore don Lavinio Virgili suo allievo nella scuola romana, al momento di lasciare per l’incarico di canonico.

## Attività
Musicologo e ricercatore appassionato, Casimiri fu uno tra i principali esponenti del Movimento Ceciliano e amico di Lorenzo Perosi, allora direttore della Cappella Musicale Pontificia Sistina. Svolse intense ricerche negli archivi di molte istituzioni italiane, sia religiose che laiche, portando alla luce documenti di notevole importanza storico-musicale. Fondò a Perugia nel 1907 il periodico Psalterium: rassegna ceciliana mensile per la cultura delle scholae cantorum, dal 1912 pubblicato a Roma, e uscìto fino al 1918. In quell'anno fondò la casa editrice Psalterium a cui legò, da quel momento in poi, buona parte della sua produzione musicale e musicologica.
Nel 1924 fondò la rivista Note d'archivio per la storia musicale, che apparve sotto la sua direzione fino al 1943. In essa trovarono largo spazio saggi sulla storia delle cappelle musicali di molte cattedrali, chiese e istituzioni ecclesiastiche italiane, basati su documentazione archivistica perlopiù di prima mano, in evidente contrasto con gli studi musicologici di stampo idealistico che dominavano la cultura italiana della prima metà del Novecento. Casimiri stesso aveva preparato per questa rivista il saggio Memorie e documenti per la storia liturgico-musicale della Chiesa Lateranense, destinato a occupare per intero le annate V e VI (1928-1929), ma che, pur giunto allo stato di bozze impaginate, non fu mai pubblicato.

Tra le sue pubblicazioni: Giovanni Pierluigi da Palestrina: nuovi documenti biografici (1918 e 1922); Il Codice 59 dell'Archivio musicale lateranense, autografo di Giovanni Pierluigi da Palestrina (1919); Orlando di Lasso, maestro di cappella al Laterano nel 1553 (1920); Ercole Bernabei, maestro della cappella musicale lateranense. 5 luglio 1665-3 marzo 1667 (1920).

Sotto la direzione di Casimiri fu intrapresa la pubblicazione de Le opere complete di Giovanni Pierluigi da Palestrina, di cui curò personalmente i primi quindici volumi. Dopo la sua morte, l'edizione delle opere palestriniane venne continuata da Lavinio Virgili e Knud Jeppesen, ma, tra il 1955 e il 1999, fu poi completata grazie al lavoro del musicologo Lino Bianchi.
Casimiri lavorò assiduamente per la riforma e la restaurazione del canto gregoriano e della musica religiosa, secondo la tradizione dei grandi polifonisti del Cinquecento (in particolare Palestrina).

A Casimiri si deve la musica del popolare canto liturgico mariano Lieta armonia (1909).